# 김상덕 (경영학자)
김상덕(영어: Tony Kim, 1959년~)은 미국의 경영학자이다. 옌볜 과학기술대학의 교수로 활동했으며, 2017년 4월 22일에 조선민주주의인민공화국에 납북된 뒤 2018년 5월 9일에 풀려났다.